# Geometrisk gennemsnit
Det geometriske gennemsnit af n positive tal er n'te rod af tallenes produkt. Det geometriske gennemsnit af tallene x1, x2,...xn er derfor:
{\displaystyle {G}={\bigg (}\prod _{i=1}^{n}x_{i}{\bigg )}^{1/n}={\sqrt[{n}]{x_{1}\cdot x_{2}\dotsb x_{n}}}}
Det geometriske gennemsnit kan f.eks. bruges til at beregne den gennemsnitlige prisstigning på aktier: Hvis nogle aktier stiger 10% et år og 5% det næste, svarer det til at deres værdi ganges med hhv. 1.10 og 1.05. Den gennemsnitlige årlige stigning er nu det geometrisk gennemsnit af disse to tal, 1.0747, hvilket svarer til 7,47 procent. Hvis man tager det aritmetiske gennemsnit, vil man altid få et for stort tal.
| Matematik | Spire Denne artikel om matematik er en spire som bør udbygges. Du er velkommen til at hjælpe Wikipedia ved at udvide den. |